# Ryoji Fukui
Ryoji Fukui (福井 諒司 Fukui Ryoji?), född 7 augusti 1987 i Hyōgo prefektur, är en japansk fotbollsspelare.
Fukui började sin karriär 2010 i Tokyo Verdy. 2011 flyttade han till Giravanz Kitakyushu. 2012 flyttade han till Kashiwa Reysol. Han gick tillbaka till Tokyo Verdy 2013. Han spelade 48 ligamatcher för klubben. Efter Tokyo Verdy spelade han för Renofa Yamaguchi FC, Mito HollyHock och FC Ryukyu.